# デリオ・ロドリゲス
デリオ・ロドリゲス・バロス（Delio Rodríguez Barros、1916年4月16日 - 1994年1月14日）は、スペイン・ガリシア州ポンテアレーアス出身の元自転車競技（ロードレース）選手。

## 来歴
ブエルタ・ア・エスパーニャを1945年に総合優勝し、同レースの区間優勝については通算39回を記録した。4人兄弟の長男であり、4人ともロードレース選手であった。三男のエミリオも1950年のブエルタ・ア・エスパーニャで総合優勝を果たしたが、そのレースで、四男のマノロがエミリオに次いで総合2位に入った。
1940年
- カタルーニャ一周 区間2勝(第1、2)
- GPビスカヤ 優勝
- マドリード〜サラマンカ〜マドリード 総合優勝
- ブエルタ・ア・アラバ 総合優勝
- ブエルタ・ア・アビレス 総合優勝

1941年
- カタルーニャ一周 区間4勝（第4、5、6、9）
- ブエルタ・ア・アラバ 総合優勝
- ブエルタ・ア・エスパーニャ
  - 区間12勝(第3、5、6、10、11、12、15、16a、16b、17、18、19）
  - 総合4位

1942年
- マドリード〜バランセ 優勝
- カタルーニャ一周 区間1勝(第7)
- ブエルタ・ア・エスパーニャ
  - 区間8勝(第2、4、5、6、7、8b、11、12b）
  - 総合7位

1943年
- マドリード〜バランセ 優勝
- スビタ・アル・ナランゴ 優勝
- カタルーニャ一周 区間3勝(第3、6、9)

1944年
- カタルーニャ一周 区間2勝(第1、3）
- GPビスカヤ 優勝

1945年
- ブエルタ・ア・エスパーニャ
  - 総合優勝
  - ポイント賞
  - 区間6勝（第2、8、9、14、16、18）
- GP・リベラシオン 優勝

1946年
- ブエルタ・ア・エスパーニャ
  - 区間5勝(第11、12、13、15、17）
  - 総合5位
- セビリェ〜ヘレス〜セビリェ 優勝

1947年
- ブエルタ・ア・エスパーニャ
  - ポイント賞
  - 区間8勝(第1、5、8、10、14、15、18、23）
  - 総合3位